# Гущерови
Гущерови (Lacertidae), още Същински гущери, са семейство влечуги, част от подразред Гущери (Sauria). То включва 9 от 13-те вида гущери, срещащи се в България.

## Класификация
- Подсемейство Gallotiinae
  - Род Gallotia - Канарски гущери
  - Род Psammodromus

- Подсемейство Lacertinae
  - Род Acanthodactylus
  - Род Adolfus
  - Род Algyroides
  - Род Australolacerta
  - Род Darevskia
  - Род Eremias
  - Род Gastropholis
  - Род Holaspis
  - Род Heliobolus
  - Род Iberolacerta
  - Род Ichnotropis
  - Род Lacerta – Зелени гущери
  - Род Latastia
  - Род Meroles
  - Род Mesalina
  - Род Nucras
  - Род Ophisops – Змиеоки гущери
  - Род Pedioplanis
  - Род Philochortus
  - Род Podarcis – Стенни гущери
  - Род Poromera
  - Род Pseuderemias
  - Род Takydromus
  - Род Timon
  - Род Tropidosaura